# Tomislav Smoljanović
Tomislav Smoljanović (ur. 15 lipca 1977 w Splicie) - były chorwacki wioślarz, zdobywca brązowego medalu Igrzysk Olimpijskich w Sydney.